# Sestriere Borgata
Il Sestriere Borgata fu un impianto sportivo temporaneo di Sestriere, realizzato per i XX Giochi olimpici invernali e i IX Giochi paralimpici invernali, disputati entrambi a Torino nel 2006. L'impianto fu costruito all'arrivo della pista sciistica "Kandahar Banchetta Giovanni Nasi" che ospitò gli eventi di discesa libera maschile, supergigante maschile e la prova di discesa libera della combinata maschile di sci alpino ai Giochi olimpici e tutti gli eventi di sci alpino ai Giochi paralimpici; furono installate tribune provvisorie per l'evento, per una capienza di 6 800 spettatori.

## Storia
L'impianto venne realizzato nel 2003, con fondi pubblici, dall'Agenzia Torino 2006 per ospitare gli eventi di discesa libera maschile, supergigante maschile e la prova di discesa libera della combinata maschile di sci alpino ai XX Giochi olimpici invernali di Torino del 2006.
Precedentemente ai Giochi, come "test event" di prova della nuova struttura, l'impianto ospitò le finali della Coppa del Mondo di sci alpino nel 2004.